# HD 133994
HD 133994，又名BD+66 887，SAO 16587、HR 5629，是一颗恒星，视星等为6.13，位于銀經104.18，銀緯46.09，其B1900.0坐标为赤經15h 2m 26.3s，赤緯+66° 46.09′ 29″。